# Chet Newton
Chester Willard Newton, detto Chet (Canby, 18 settembre 1903 – Oregon City, 11 maggio 1966), è stato un lottatore statunitense, specializzato nella lotta libera.

## Palmarès

### Olimpiadi
- Argento a Parigi 1924 nei pesi piuma.